# 冠盖绣球
冠盖绣球（学名：Hydrangea anomala），又名藤绣球，为绣球花科绣球属下的一个植物种。